# 莫愁街道
莫愁街道是中国江苏省南京市鼓楼区下辖的一个街道办事处，2009年更名为凤凰街道。位于鼓楼区的西南部，西到江东北路；南部以汉中门大街为界，毗邻建邺区；东面以秦淮河为界，毗邻华侨路街道和宁海路街道。面积4.6平方公里，常住人口8.2万。
莫愁街道下辖9个社区居委会：莫愁新寓社区、凤凰二村社区、凤凰街社区、凤凰西街社区、西城岚湾社区、教工新村社区、凤凰花园社区、华阳佳园社区、苏城苑社区。  